# Mingečaur
Mingečaur (azerski: Mingəçevir) je jedan od republičkih gradova, pod izravnom upravom države Azerbajdžan. Prema procjeni iz 2018. godine grad je imao oko 104.500 stanovnika, što ga čini četvrtim po veličini u državi.
Područje je naseljeno tisućama godina, ali sadašnji grad osnovan je 1948. godine; dijelom su ga izgradili njemački vojnici koji su bili zarobljeni tijekom Drugog svjetskog rata.
U Azerbajdžanu je poznat kao „Grad svjetla” zbog hidroelektrane na rijeci Kuri koja obasjava grad noću.

## Zemljopisne odlike
Grad se nalazi na sjevernom dijelu Azerbajdžana, u nizini Kur-Araz, na obali rijeke Kure, koja je sa svojih 1.515 km najduža rijeka južnog Kavkaza. U blizini grada je i planina Boždag. Mingečaur je smješten oko 280 do 300 km zapadno od glavnog grada Bakua. Nadmorska visina grada je 545 m. Površina grada je 47 km².
Prosečna temperatura grada je od 14 do 15 °C. Najviša zabilježena temperatura je 42 °C, a najniža -10 °C. Godišnje padaline su od 250 do 300 mm.

## Povijest
Unatoč činjenici da je Mingečaur mlad grad, područje na kojem se grad nalazi je bilo naseljeno od oko 3000. godine prije Krista do 17. stoljeća.
Sjedište drevnog Skitskog kraljevstva Iškuza (7. – 6 st. pr. Kr.) bilo je u ovom području. 
Najstariji pisani spomenici su na kavkasko-albanskom pismu i trenutno su izloženi u Azerbajdžanskom povijesnom muzeju (Baku), a dio se nalazi u Povijesnom muzeju Mingečaura.
Povijesni izvori upućuju na to da je upravo na području sadašnje brane na obali rijeke Kura došlo do žestoke bitke između vojske rimskog zapovjednika Pompeja i vojske albanskog guvernera Orisa u 1. stoljeću prije Krista. Povijesne činjenice također dokazuju da je drevni Put svile vodio preko Mingečaura.
Poznati turski putnik Evlija Čelebi, koji je živio u 17. stoljeću, pisao je o Mingečauru i opisao ga kao veliko naselje na desnoj obali rijeke Kure u blizini planine Boždag. Prema njegovim riječima u ovom je naselju djelovalo više džamija, radionica za proizvodnju vlakana svile i svilene tkanine, kupališta, i dr. Cesta koja je odatle prolazila nekada se nazivala „Cestom glasnika”, a povezivala je karavanske i trgovačke ceste sa zemljama Bliskog istoka i azerbajdžanskim gradovima kao što su: Šeki, Kabala, Samahi, Barda, Bejlakan i drugi.
Velik broj ljudi, njih oko 20.000, došao je u Mingečaur iz svih okruga u Azerbajdžana kako bi sudjelovali u izgradnji hidroelektrane Mingečaur. Oko 10.000 njemačkih ratnih zarobljenika bilo je među onima koji su doprinijeli izgradnji elektrane do kraja 1940-ih. Najiskusniji stručnjaci SSSR-a bili su uključeni u izgradnju ovog gradilišta kao najveće hidroelektrane tadašnje države.
Mingečaur se od tada ubrzano razvija i trenutačno se smatra četvrtim gradom Azerbajdžana, i po svom gospodarskom potencijalu i po broju stanovnika. Jedan je od najvažnijih gradova republike u području energije, industrije, znanosti, obrazovanja i kulture. Broj radno sposobnih ljudi u Mingečauru je 2018. bio 53.000, dok je broj ljudi koji su zapravo uključeni u rad 16.000. Broj ljudi angažiranih u malim poduzećima iznosio je 4.000 osoba.

## Stanovništvo
Prema popisu stanovništva iz 2009. godine, ukupan broj stanovnika grada bio je 96.304, uključujući 95.700 Azera, 413 Rusa, 52 Lezgina i drugih.
| Azeri            | Rusi         | Lezgini     | Cahuri      |
| ---------------- | ------------ | ----------- | ----------- |
| 95.700 (99,37 %) | 413 (0,43 %) | 52 (0,05 %) | 38 (0,04 %) |

## Gradovi prijatelji
- Afula, Izrael (2015.)
- Gölbaşı , Turska (2007.)
- Kars, Turska (2013.)
- Polotsk, Bjelorusija (2012.)
- Toljati, Rusija (2005.)

## Vanjske poveznice
|  | Zajednički poslužitelj ima još gradiva o temi Mingečaur |

- Službene stranice grada (az.)
- Velika sovjetska enciklopedija - Mingachevir SES[neaktivna poveznica] (rus.)